# 발달성협응장애
발달성협응장애(영어: Developmental coordination disorder, DCD)는 발달 운동 조정 장애, 발달성 난독증 또는 간단히 운동장애(고대 그리스어 '활동'에서 유래)으로도 알려져 있으며, 뇌 메시지가 신체에 정확하게 전달되지 않아 신체 움직임의 조정 능력이 저하되는 신경 발달 장애이다. 미세하거나 총체적인 운동 능력의 결핍은 일상 생활의 활동을 방해한다. 이는 종종 기술 습득의 장애로 설명되며, 개인의 연대 연령을 고려할 때 조정된 운동 능력의 학습과 실행이 예상보다 훨씬 낮다. 어려움으로는 운동 능력의 어설프음, 느림, 부정확성(예: 물건 잡기, 식기 사용, 손글씨 사용, 자전거 타기, 도구 사용 또는 단체 스포츠나 수영 참여) 등이 있을 수 있다. 이는 종종 조직의 어려움이나 주의력, 작업 기억력 및 시간 관리의 문제를 동반한다.
DCD의 진단은 뇌성마비, 다발성 경화증 또는 파킨슨병과 같은 다른 신경학적 장애가 없는 경우에만 이루어진다. 이 질환은 평생 지속되며, 발병 시기는 유아기이다. 이 질환은 인구의 약 5%에게 영향을 미치는 것으로 알려져 있다.

## 같이 보기
- 발달 장애

- 아스퍼거 증후군
- 자폐 스펙트럼 장애